# Histórias de Eneias (Mitelli)
As Histórias de Eneias (em italiano:  Storie di Enea) são um conjunto de gravuras do artista italiano Giuseppe Maria Mitelli, publicadas em 1663 e que tiveram por base desenhos dos afrescos Histórias de Eneias dos Carracci, afrescos estes que ainda decoram uma das salas do Palazzo Fava, em Bolonha.
Dos três ciclos de afrescos dos Carracci para o Palazzo Fava, as Histórias de Eneias foi o único a ter sido reproduzido em gravura. O criador do empreendimento gráfico foi Flaminio Torri que elaborou os desenhos a serem utilizados para a gravação das matrizes. Torri, no entanto, morreu antes de terminar a obra. Foi substituído por Giuseppe Maria Mitelli que realizou a escultura das matrizes com base nos desenhos do primeiro. A série, que consiste em doze cenas narrativas e oito grupos de guerreiros que derrotam as harpias, foi impressa em 1663 com uma dedicatória ao cardeal Leopoldo de' Medici (1617-1675).
As gravuras valiosas de Mitelli também são uma preciosa fonte de leitura do ciclo pictórico dos Carracci pois permitem-nos adivinhar o estado original antes da grave deterioração sofrida pelos afrescos.
O conjunto de gravuras, tal como o friso de afrescos que esteve na sua base, está dividido em doze cenas narrativas extraídas dos livros II e III da Eneida. São elas:
- Sinone aprisionado
- O Cavalo de Troia
- Luta em torno de Cassandra
- Vénus ajuda Enéias
- Eneias abandona o palácio
- Eneias foge de Troia em chamas
- Eneias e a sombra de Creusa
- Sacrifício a Apolo
- Sacrifício a Neptuno
- A mesa dos Troianos contaminada por harpias
- Eneias avista Itália
- Polifemo ataca a frota dos Troianos

## Descrição

### Sinone aprisionado
A primeira gravura representa o evento culminante do engano pelo qual os gregos conquistam Troia, após anos de luta inútil. Os Gregos fingem abandonar o acampamento, mas deixam para trás um imenso cavalo de madeira. Os troianos questionam a natureza desse objecto insólito e um deles, Laocoonte, adverte sobre o perigo que dele advém: "Timeo Danaos et dona ferentes" ("Temo os gregos mesmo quando trazem presentes").
Um grupo de soldados troianos captura o grego Sinone arrastando-o. Este, com palavras enganadoras hábeis, convence os troianos a levar o cavalo para dentro da cidade. Isto levará à ruína deles: não apenas há guerreiros gregos escondidos dentro dele, incluindo Ulisses, que no momento combinado irão atacar, como para levar o enorme cavalo para a fortaleza do rei Príamo também será necessário abrir uma brecha nas muralhas de Troia prejudicando a sua defesa.
A cena é dominada pelo grupo dos soldados, em primeiro plano, numa acentuada tensão muscular, que conduzem Sinone em direção a Príamo e seus seguidores, que se vêem em fundo, à esquerda. Ainda em fundo, num alto, vê-se Laocoonte.
A gravura tem na base a frase em latim que descrevia o afresco: «ECCE TRHAVNT MANIBUS VINCTVM POST TERGA SINONEM» ("Aqui, eles arrastam Sinone com as mãos amarradas nas costas").

### O Cavalo de Troia

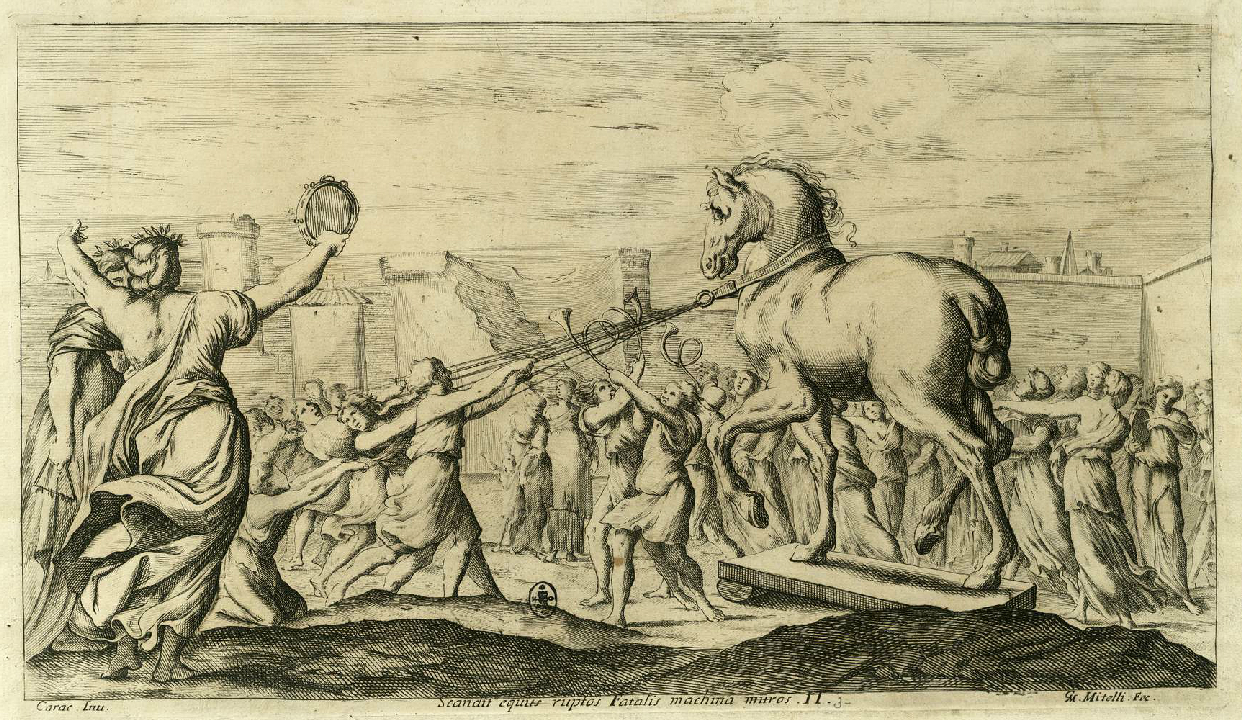
O Cavalo de Troia

Os troianos são enganados por Sinone, e também pelo prodígio da morte de Laocoonte e dos filhos dele, esmagados por cobras marinhas enviadas por Minerva. Os troianos interpretam este evento como a punição divina pela desconfiança de Laocoonte e decidem, sem mais demora, levar o cavalo para a cidade.
O evento é representado com total adesão ao texto virgiliano (II, 234-240). O cavalo é colocado numa carroça com rodas e puxado com cordas, enquanto em sua volta moços e moças cantam em coro e dançam. O cortejo avança em direção à cidade em cujas paredes se vê uma grande brecha aberta para a passagem do cavalo.
A moça que dança em primeiro plano à esquerda toca um pandeiro. Malvasia supõe que essa figura pode ser Cassandra, filha de Príamo, que era dotada de poderes divinatórios e que, como Laocoonte, intuiu a grave armadilha que representa o cavalo. O fato de a moça estar em sintonia com os outros jovens não apoia esta interpretação.
A gravura repete a frase em latim que descrevia o afresco: «[S]CANDIT EQVVS RVPTOS FATALIS MACHINA MVROS» ("O cavalo, máquina de guerra fatídica, sobe em direção às paredes quebradas").

### Luta em torno de Cassandra

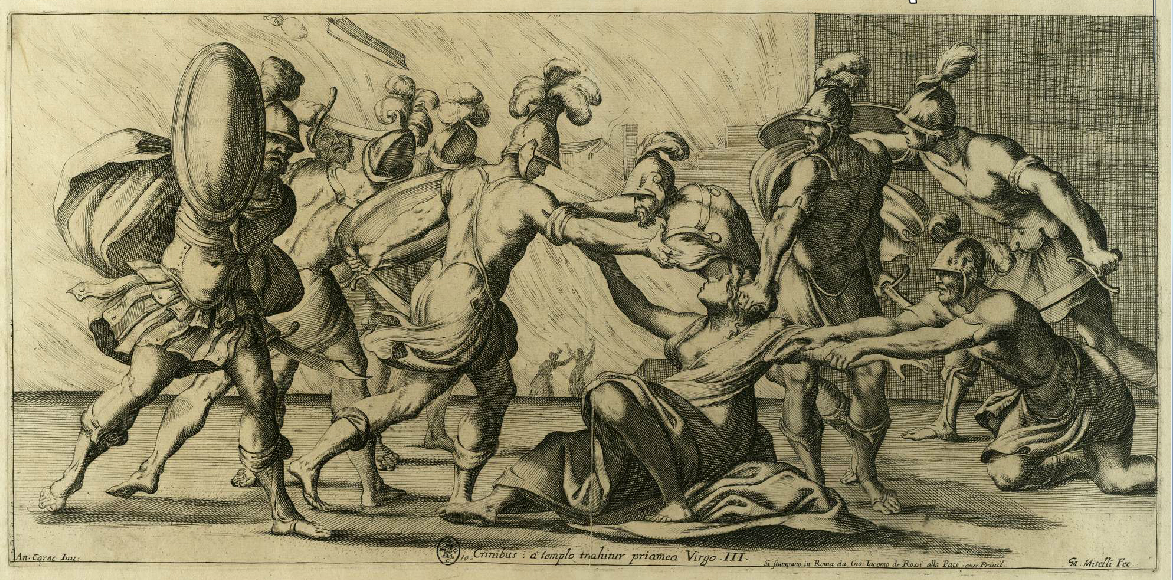
Luta em torno de Cassandra

Troia está agora submetida ao ataque dos Gregos e nesta gravura está representado um dos eventos mais trágicos da queda final da cidade dos Dardanis (II, 402-403). Ájax encontrou Cassandra no templo de Minerva e depois de tê-la estuprado arrasta-a para longe. O troiano Corebo indignado com o que vê lança-se corajosamente ao ataque para salvar a sacerdotisa. Juntam-se outros guerreiros, tanto troianos como gregos, dando-se um confronto furioso no qual muitos encontram a morte, como o próprio Corebo. No final, Cassandra é resgatada.
A gravura repete a frase em latim que descrevia o afresco cuja cartela se perdeu devido a uma queda de gesso, sendo conhecido graças à transcrição feita por Malvasia na sua obra Felsina pittrice: «CRINIBVS E TEMPLO TRAHITVR PRIAMEIA VIRGO» ("A filha virgem de Príamo é arrastada para fora do templo pelos cabelos").

### Vénus ajuda Eneias

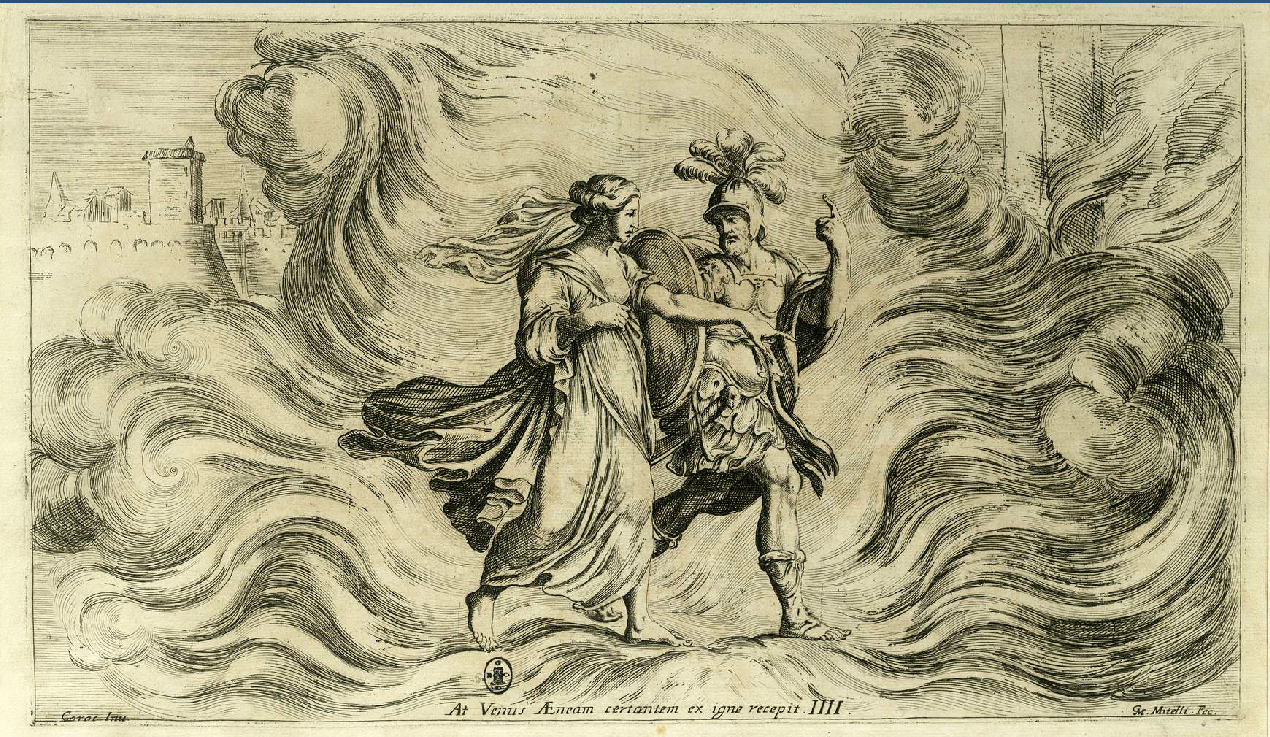
Vénus ajuda Eneias

A batalha continua e Eneias toma parte na defesa do palácio de Príamo. A resistência é vã e os gregos prosseguem o massacre, matando o velho rei de Ílio. Eneias está agora sozinho e é tomado pela angústia do destino dos seus familiares desamparados. Enquanto tenta deixar o palácio real em chamas, vê Helena, a causa do desastre de Troia. É tomado pelo desejo de matá-la, mas nesse momento aparece-lhe Vénus, a divina mãe dele, que o dissuade desse propósito e lhe lembra a necessidade de acorrer em defesa da sua família. Vénus então, com um encanto, subtrai Eneias do fogo e dos inimigos e leva-o ileso para sua casa.
Nenhum elemento identifica a natureza divina de Vénus, sendo o caracter sobrenatural do evento dado apenas pelas vistosas línguas de fogo pelas quais, pela intervenção da deusa, o mortal Eneias se move ileso.
A gravura repete a frase em latim que descrevia o afresco: «AT VENVS ÆNEAM CERTANTEM EX IGNÆ RECEPIT» ("Mas Vénus livrou o guerreiro Eneias do fogo").

### Eneias abandona o palácio

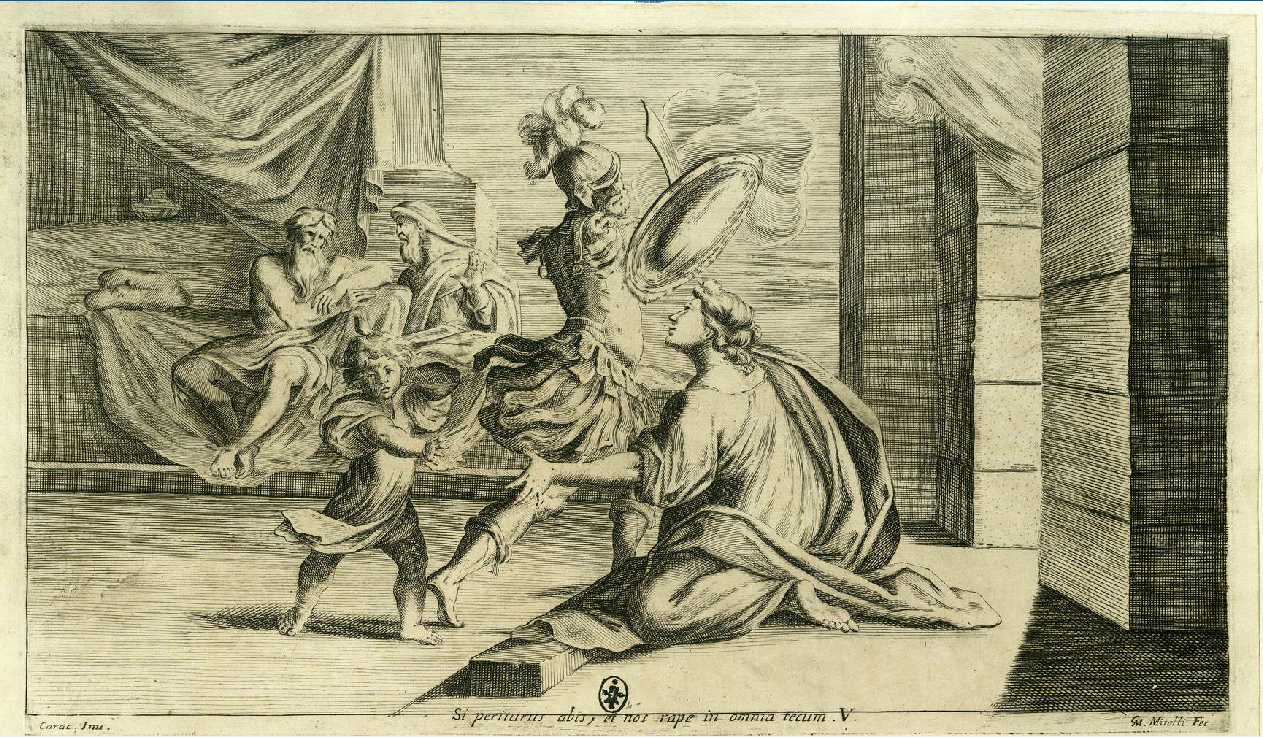
Eneias abandona o palácio

Regressado a casa, Eneias quer fugir imediatamente da cidade com toda a sua família. O pai dele, Anquises, o velho semi-nu que está sentado em fundo, opõe-se firmemente a acompanhá-lo: não quer deixar a sua terra e não se importa em ser morto pelos gregos.
Por sua vez, Eneias recusa-se a deixar ali o pai idoso e pensa em pegar em armas de novo e voltar para as ruas de Troia para retomar a luta contra os gregos que se aproximam: da porta à esquerda já se vêem entrar a fumaça do incêndio desencadeado pelos invasores.
A sua esposa Creusa implora-lhe então que não a deixe e ao pequeno Ascânio, o filho de Eneias, novamente sozinhos e indefesos. Uma chama desponta da cabeça de Ascanio, o que constitui o início do evento prodigioso que vencerá a recusa de Anquises.
A gravura repete a frase em latim que descrevia o afresco, verso da própria Eneida (II, 675) que é o apelo de Creusa ao seu esposo: «SI PERITVRVS ABIS ET NOS RAPE IN OMNIA TECVM» ("Se fores morrer, leva-nos contigo aonde quer que vás").

### Eneias foge de Troia em chamas

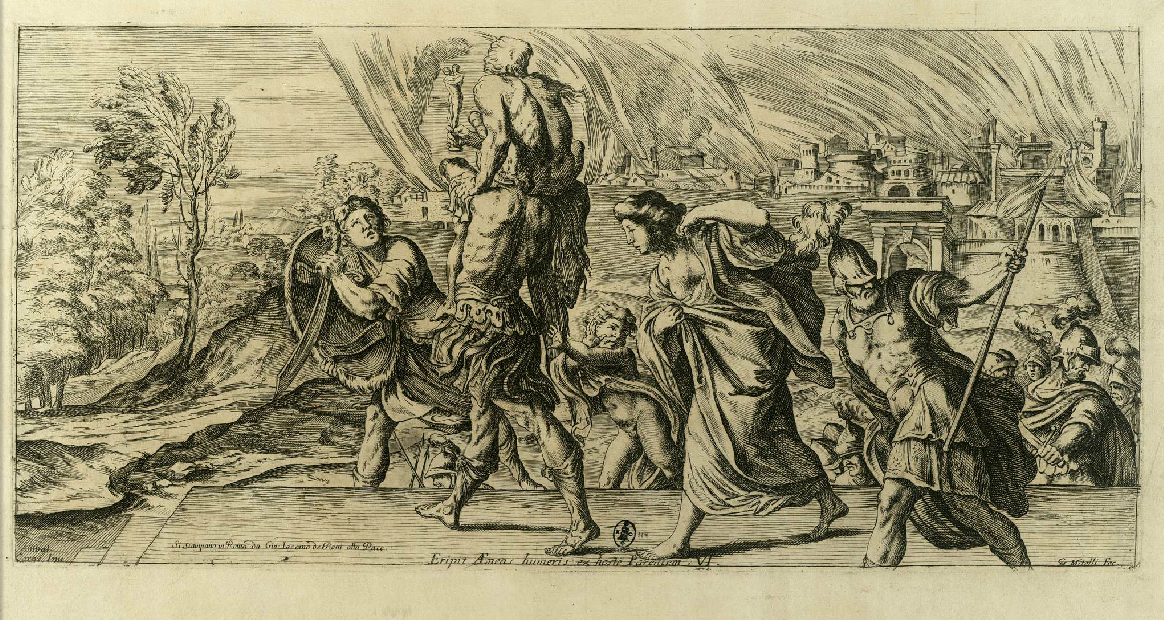
Eneias foge de Troia em chamas

Imediatamente após o apelo de Creusa ocorre o prodígio anunciado no quadro anterior: a cabeça de Ascânio é envolta pelas chamas, que no entanto não lhe causam qualquer dano, e depois aparece na sala uma estrela cometa que indica o caminho a seguir. O evento milagroso convence Anquises a seguir o resto de sua família para o exílio.
Eneias carrega aos ombros o pai idoso que leva consigo a estatueta de Penates, e com Creusa e Ascânio deixam a cidade incendiada pelos gregos. Juntamente com outros troianos que se juntam a eles, vão para o templo de Ceres, localizado fora dos muros da cidade.
No fundo, do lado direito, há a visão de Troia envolvida pelo clarão do fogo que a devora, enquanto o céu está sulcado pelo cometa que indica o caminho da salvação.
A gravura repete a frase em latim que descrevia o afresco: «ERIPIT ÆNEAS HVMERIS EX HOSTE PARENTEM» ("Eneias afasta o seu pai dos inimigos, carregando-o nos ombros").

### Eneias e a sombra de Creusa

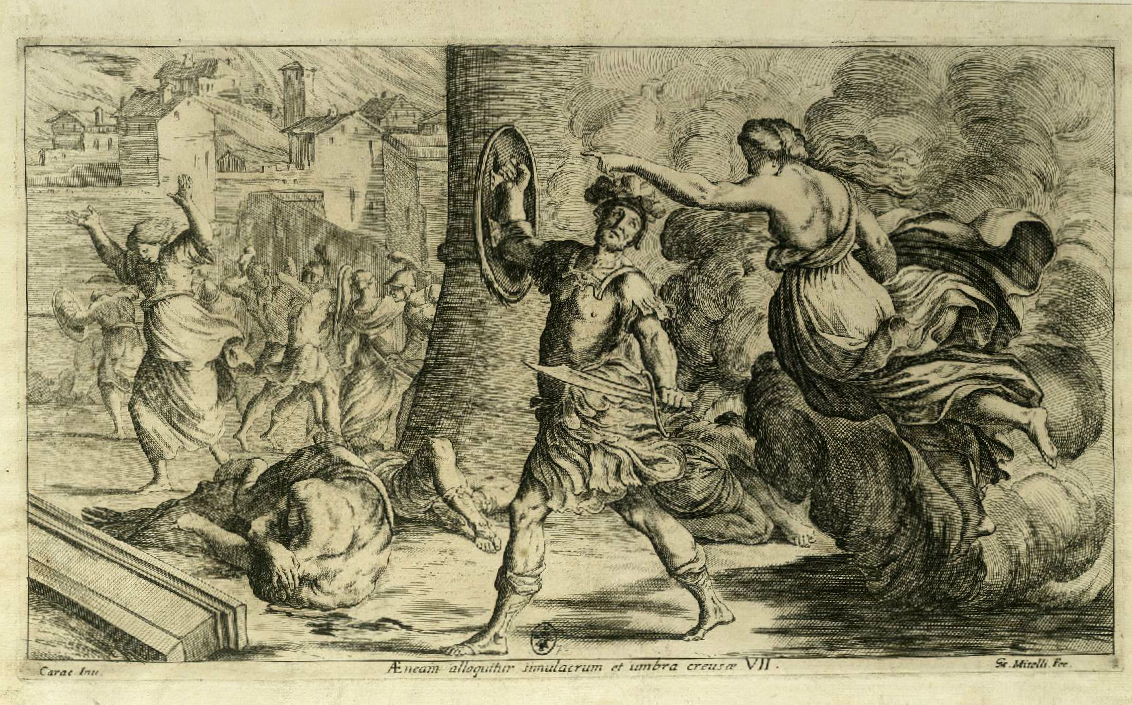
Eneias e a sombra de Creusa

Na confusão da fuga, Creusa desaparece. Quando chega ao templo de Ceres, Eneias é tomado pelo desespero pela perda da esposa, decidindo voltar para Troia para encontrá-la.
A visão que o acolhe quando cruza a porta da cidade é assustadora: Troia foi devastada e invadida, mulheres e crianças foram feitas prisioneiras. Enquanto observa consternado o triste fim da sua cidade, Creusa aparece a Eneias numa imagem sobrenatural e tranquiliza-o: ela não foi morta pelos seus inimigos, mas levada por Cibeles para o outro mundo. Creusa pede também a Eneias que retome a fuga e prevê a chegada a uma terra onde ele fundará um reino.
Podemos ver Eneias seguir o sentido indicado pela esposa, abandonando a cidade pela segunda e última vez, enquanto o massacre continua.
A gravura repete a frase em latim que descrevia o afresco: «ÆNEAM ALLOQVITVR SIMVLACRVM ET VMBRA CREVSAE» ("Um fantasma, a sombra de Creusa, dirige Eneias").

### Sacrifício a Apolo

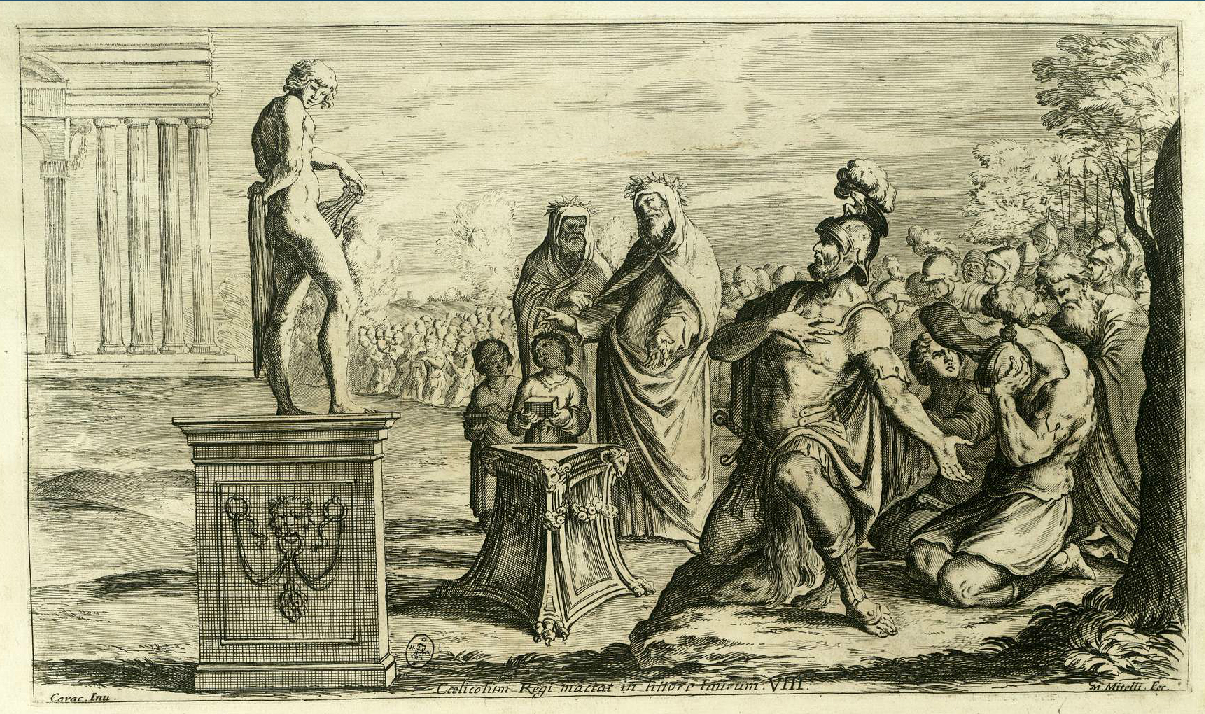
Sacrifício a Apolo

Deixando Troia para sempre, Eneias e os seus seguidores começam a sua peregrinação. Ultrapassando algumas etapas iniciais da sua viagem, os Troianos chegam a Delos, a ilha sagrada de Apolo.
Chegado ao templo, Eneias implora que o Deus lhe indique para onde deve dirigir-se para fundar uma nova Troia. A invocação é aceite, mas as palavras de Apolo não são muito claras: diz que deve ir para a terra donde, num passado remoto, os ancestrais dos Teucri se mudaram para Trôade, mas não disse de qual lugar se trata. Depois Anquises interpreta mal o oráculo e identifica esta antiga pátria como a ilha de Creta (e não a Itália, a que aludia o vaticínio).
Em primeiro plano, Eneias ajoelhado escuta o vaticínio de Apolo, cuja imagem com uma lira que é um seu atributo típico, repousa sobre um pódio alto. Mais para trás, no centro, Ânio, rei do lugar e sacerdote de Apolo, preside ao ritual. Ao seu lado está outro velho, sendo provavelmente Anquises, um amigo antigo de Ânio, tendo ambos a cabeça coroada de louro, uma planta sagrada para o deus sol.
A gravura repete a frase em latim que descrevia o afresco: «CÆLICOLVM REGI MACTANT IN LITTORE TAVRVM» ("Sacrifica um touro na praia para o alto rei dos Numis"). O lema não corresponde ao que se observa no afresco/gravura, e retoma o verso vergiliano «Sacra Dionaeae matri divisque ferebam auspicibus coeptorum operum, supereque nitentem caelicolum regi mactabam in lore taurum» (III, 19-21), verso que se refere ao sacrifício anterior que Eneias havia celebrado assim que desembarcou na terra dos Trácios.
O conhecimento considerável da Eneida que caracteriza as pinturas do Palazzo Fava sugere que a discrepância foi consciente, com a intenção de referir Apolo como "caelicolum regi" ("rei dos céus"), sublinhando assim o valor da sua profecia.

### Sacrifício a Neptuno

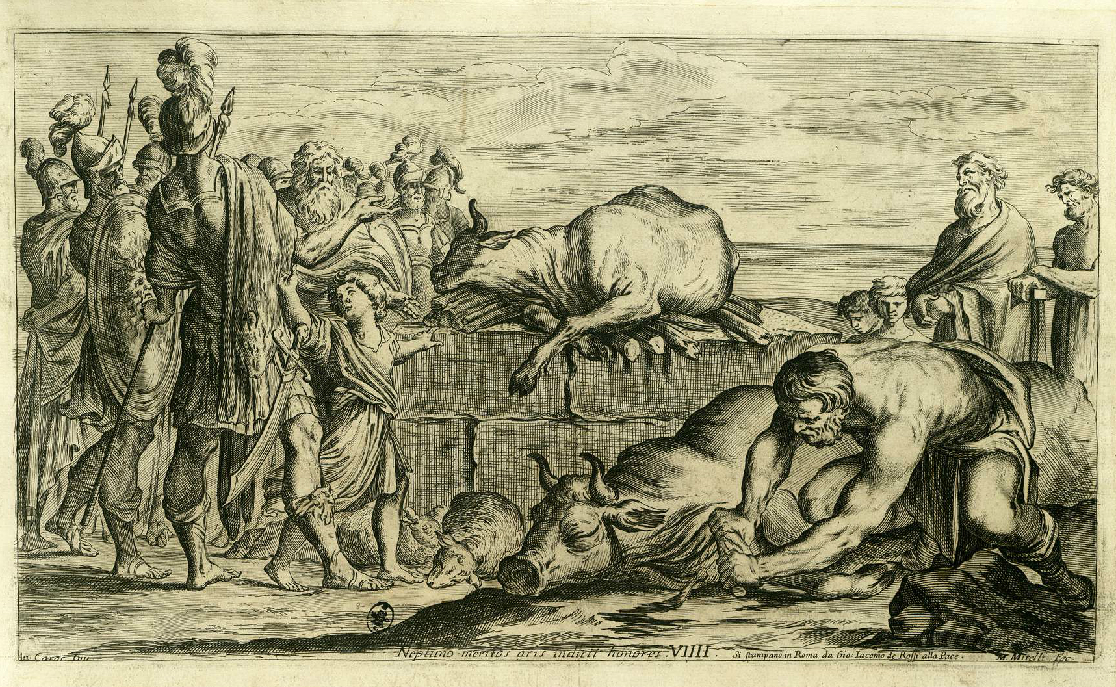
Sacrifício a Neptuno

Obtida a resposta de Apolo, os Troianos decidem imediatamente viajar para Creta, o destino que julgavam ser o indicado pelo oráculo. Para propiciar um resultado positivo da viagem celebram o sacrifício de dois touros, um para Neptuno e outro para Apolo, uma ovelha negra para a Tempestade e uma ovelha branca para o Sereno.
A gravura repete a frase em latim que descrevia o afrescoa «NEPTVNO MERITOS ARIS INDICIT HONORES» ("No altar, as devidas honras a Neptuno") resume os versos da Eneida (III, 117-119) que descrevem o ritual de sacrifício representado no afresco/gravura.

### A mesa dos Troianos contaminada por harpias

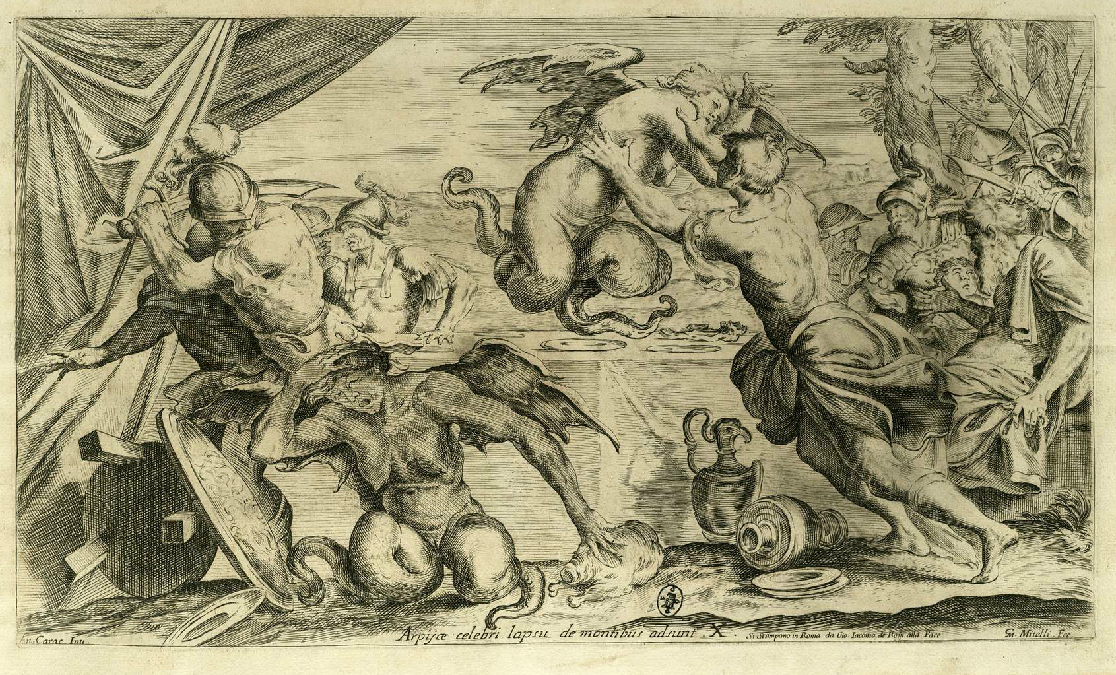
A mesa dos Troianos contaminada por harpias

Chegados a Creta, a ilha não se revela como a terra prometida. Afetados pela pestilência e por outras adversidades, os Troianos começam a duvidar que tenham entendido o oráculo de Delos. É então que aparecem a Eneias em sonho os seus Penates que lhe dizem claramente que a meta a alcançar é a Itália.
Sem demora Eneias e os seus seguidores regressam ao mar, mas são forçados por uma tempestade a fazer uma paragem na ilha Estrófades, a pátria das harpias. Assim que desembarcam, com fome, atacam os rebanhos das harpias e alimentam-se deles. As terríveis mulheres-pássaros vingam-se atacando o banquete dos Troianos.
Na ocasião do segundo ataque das harpias, Eneias ordena aos seus para reagirem com armas, como se vê no afresco/gravura. As terríveis criaturas são postas em fuga e então Celeno, a rainha delas, lança uma maldição aos Troianos: chegarão à Itália como querem os deuses, mas a viagem será longa e cheia de dificuldade.
A gravura repete a frase em latim que descrevia o afresco: «ARPIÆ CELERI LAPSV DE MONTIBVS ADSVNT» ("Com vôo rápido as harpias chegam das montanhas")

### Eneias avista Itália

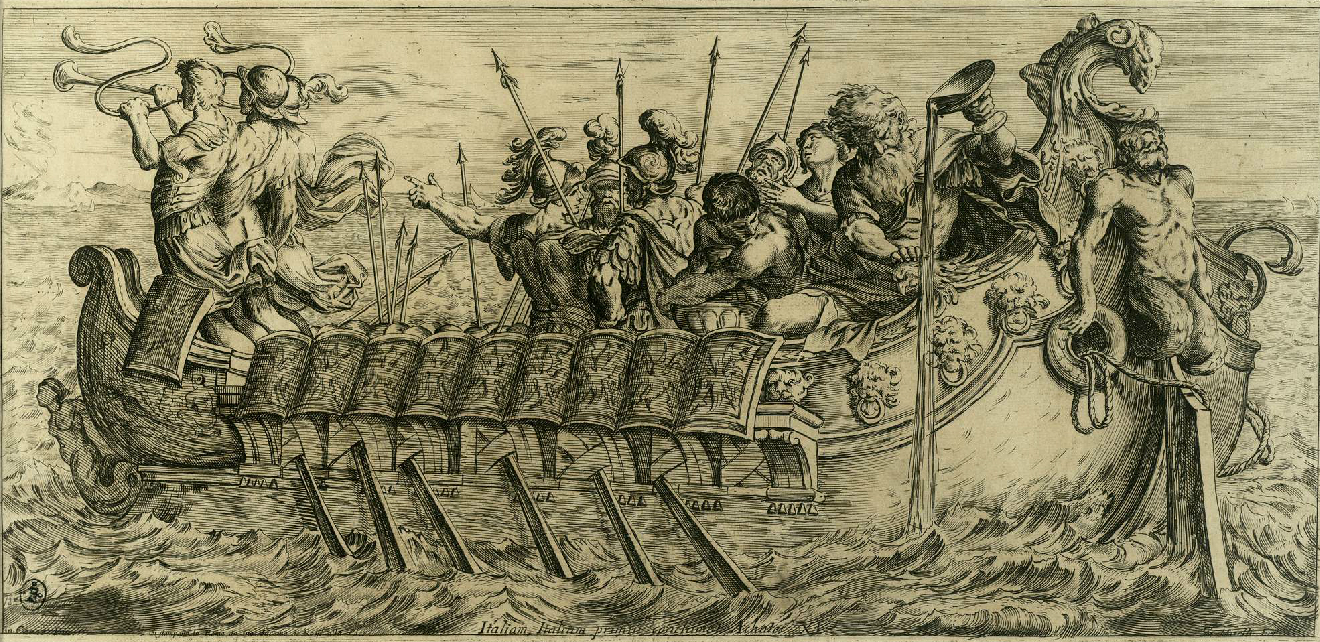
Eneias avista Itália

Ultrapassando vários eventos que ocorreram após o abandono da Estrófades, nesta gravura está representado o primeiro avistamento da costa italiana. No navio há uma clara satisfação: na proa dois marinheiros saúdam o evento soprando trombetas, enquanto na popa Anquises derrama no mar um pouco de vinho de uma pátera como sinal de boa sorte.
É um dos episódios, como o seguinte de Polifemo, que está pior preservado em afresco, sendo a gravura importante para se conhecer a obra original.
A gravura repete a frase em latim que descrevia o afresco: «ITALIAM, ITALIAM PRIMVS CONCLAMAT ACHATES» ("Itália!, Itália! Acate foi o primeiro a gritar"), que também neste caso cita literalmente um verso da Eneida (III, 524).

### Polifemo ataca a frota dos Troianos

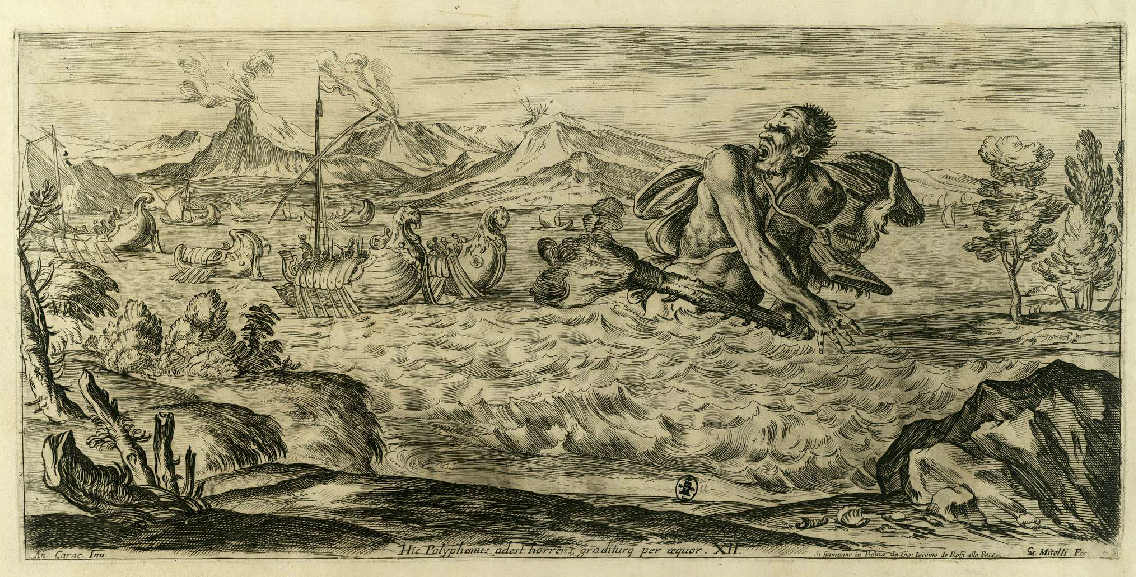
Polifemo ataca a frota dos Troianos

Eneias e os seus param na Sicília, perto do Etna, onde encontram um companheiro de Ulisses que ali havia ficado por vontade própria, e que adverte os Troianos do grave perigo representado pelos Ciclopes e exorta-os a deixar aqueles lugares. Ulisses havia escapado depois de ter cegado o ciclope Polifemo. 
Precisamente nisto, aproxima-se Polifemo, que agora está cego, usando como bastão um pinheiro. O gigante mergulha na água e os troianos, aterrorizados, erguem as âncoras para abandonar rapidamente a inóspita praia. Sentindo o barulho dos remos nas ondas, Polifemo percebe o que está a acontecer, mas a frota de Eneias já está a uma distância segura. O Ciclope não pode fazer nada além de emitir um grito de raiva enquanto os troianos escapam.
Como no respectivo afresco, em fundo surge uma notável paisagem. A visão distante de árvores e montanhas, entre as quais o Etna, ajuda a intuir o enorme tamanho do Ciclope.
A gravura repete a frase em latim que descrevia o afresco: «HIC POLYPHÆMVS ADEST HORRENS GRADITVRQ[VE] PER ÆQVOR» ("Aqui aparece o gigante Polifemo, que avança pelas águas").

### Atlantes
Tal como as divindades que intercalam as Histórias de Jasão e Medeia, também nas Histórias de Eneias há os falsos atlantes pintados que separam os episódios narrativos e que não desempenham uma mera função de divisória, sendo ao mesmo tempo um elemento da história representada e têm uma função ilusionista fundamental, devido à representação escultural realista que os caracteriza.
Na sala de Eneias do Palazzo Fava existe uma notável criatividade nas variantes do mesmo tema, que é um guerreiro a submeter uma monstruosa harpia, reproduzida de muitos modos diferentes, mas produzindo sempre uma forte carga emocional e que foram copiadas em gravura.
Tendo o conjunto de afrescos sido provavelmente sido concebido por Ludovico Carracci, Malvasia também lhe atribui a execução dos atlantes do friso de Eneias.
A tese de Malvasia é talvez excessiva, pois pelo menos um dos grupos de atlantes é amplamente considerado como trabalho de Annibale. Trata-se do atlante à direita da luta entre troianos e harpias (tal como o quadro narrativo é quase unanimemente atribuído ao mais novo dos Carracci). Os atlantes das Histórias de Eneias despertaram a atenção de  Goethe que os descreveu em Escritos sobre Arte e Literatura (1772-1827), não os referindo de um modo propriamente laudatório.

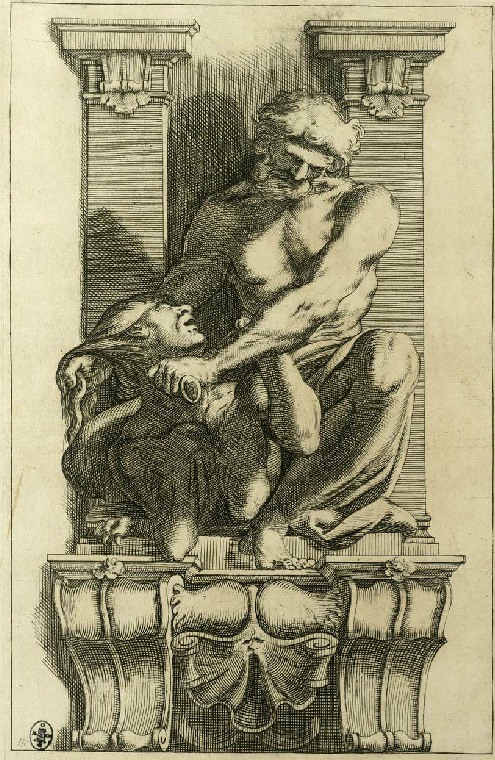
Atlante a dominar uma harpia
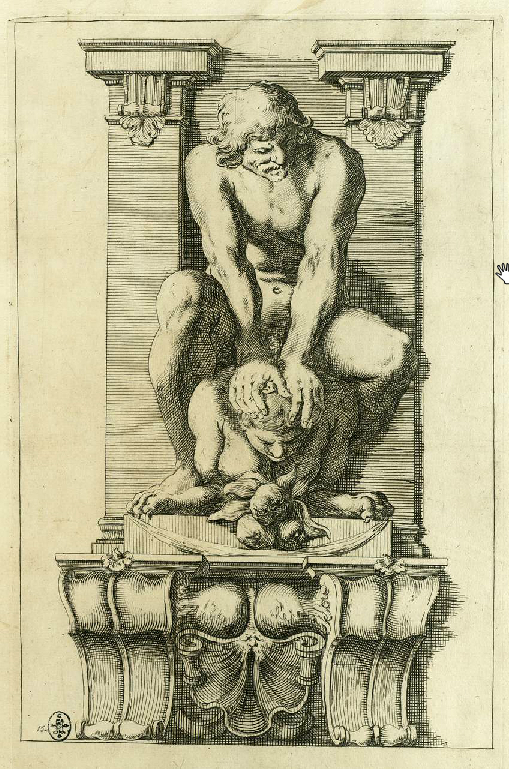
Atlante a dominar uma harpia
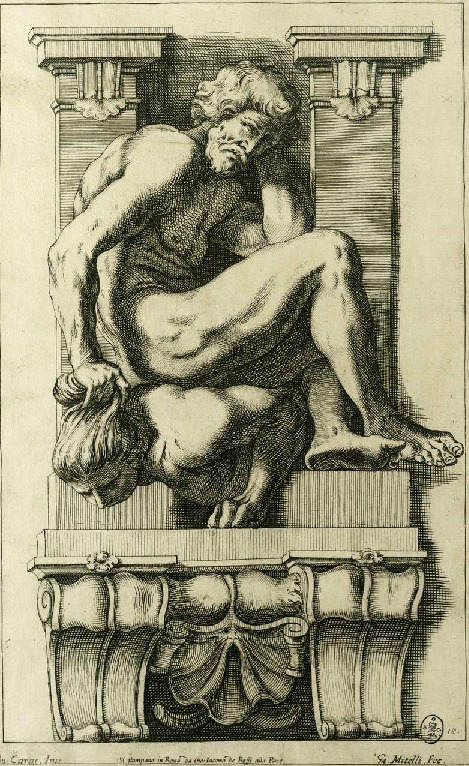
Atlante a dominar uma harpia
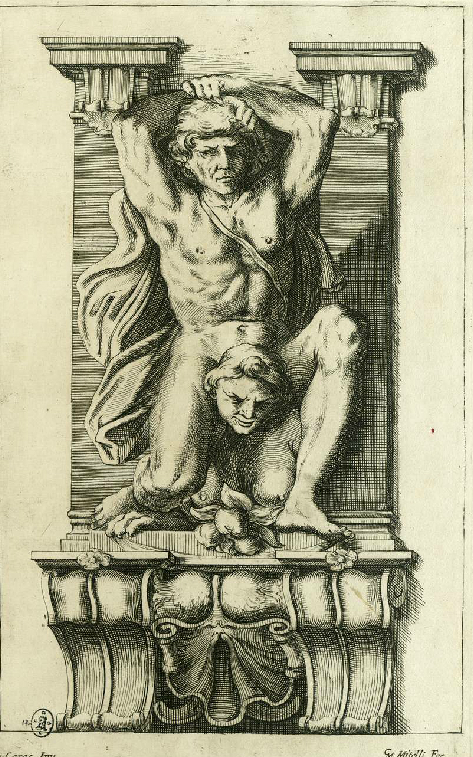
Atlante a dominar uma harpia
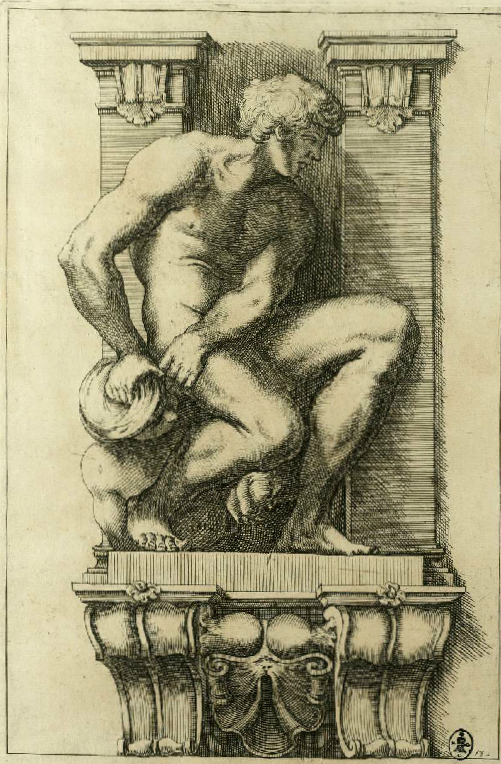
Atlante a dominar uma harpia
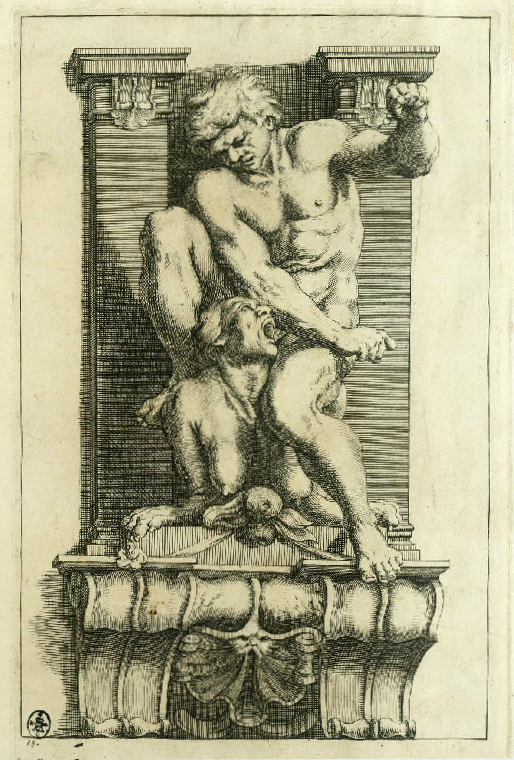
Atlante a dominar uma harpia
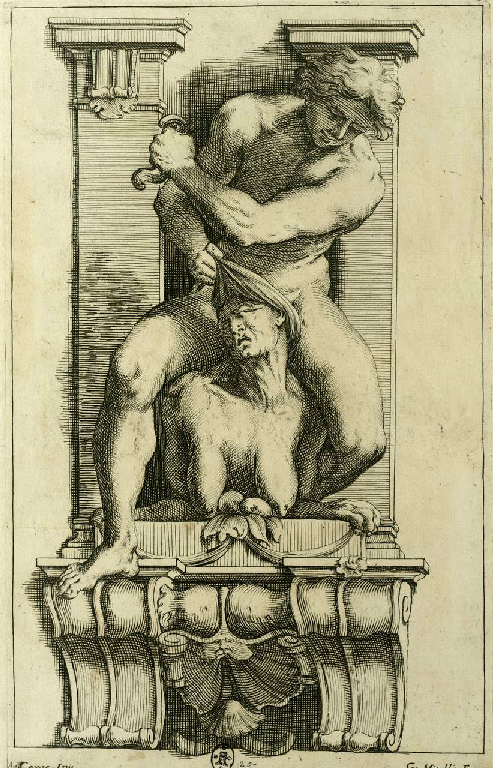
Atlante a dominar uma harpia
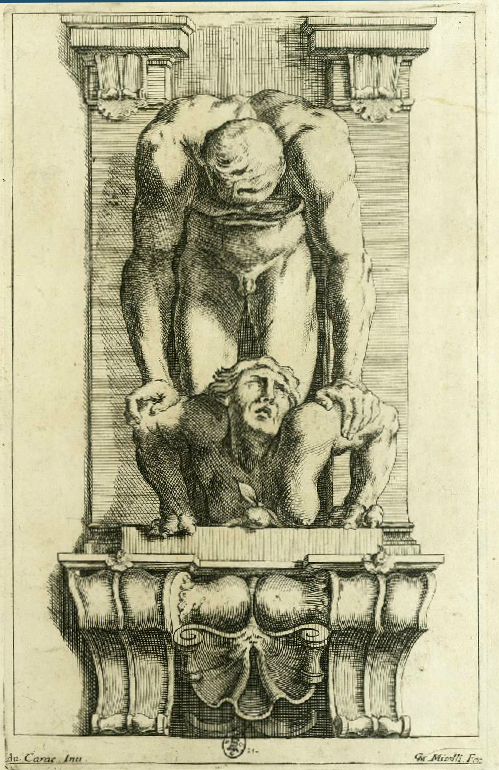
Atlante a dominar uma harpia